# فخرآباد (بخش مرکزی خوسف)
فخرآباد یک روستا در ایران است که در شهرستان خوسف واقع شده‌است. فخرآباد ۱۴۵ نفر جمعیت دارد.